# Giove in Argo
Giove in Argo (títol original en italià, en català Giove in Argo), Händel-Werke-Verzeichnis A14, és una obra dramaticomusical en tres actes composta  per Georg Friedrich Händel sobre un llibret en italià d'Antonio Maria Lucchini. Es va estrenar l'1 de maig de 1739 al Her Majesty's Theatre.